# Hogna ammophila
Hogna ammophila är en spindelart som först beskrevs av Wallace 1942.  Hogna ammophila ingår i släktet Hogna och familjen vargspindlar. Inga underarter finns listade i Catalogue of Life.